# Fürstenschule Heilsbronn
Die Fürstenschule Heilsbronn war ein protestantisches Gymnasium für das Fürstentum Brandenburg-Ansbach. Sie wurde 1582 von Markgraf Georg Friedrich gegründet als Nachfolgerin der 1530 gegründeten Klosterschule im Kloster Heilsbronn.
Die Heilsbronner Fürstenschule folgte dem Vorbild der ab 1543 gegründeten Fürstenschulen von Herzog Moritz von Sachsen. Durch Stipendien wurde begabten Schülern der Besuch ermöglicht. Die Schule war im ehemaligen Dormitorium der Mönche angesiedelt.
1737 wurde die Schule mit der Ansbacher Lateinschule fusioniert und nach Ansbach verlegt. Letztere erhielt durch die Vereinigung und den zugehörigen Stiftungsbrief die Aufwertung zum Gymnasium Carolinum Illustre.  Das Ansbacher Gymnasium Carolinum sieht sich weiter in dieser Tradition.

## Bekannte Schüler
- Friedrich Taubmann (1565–1613), Gelehrter und Dichter
- Benedictus Figulus (1567–1619), Alchemist, Pfarrer, Dichter
- Simon Marius (1573–1625), Mathematiker, Astronom und Arzt
- Johann Heinrich Boeckler (1611–1672), Universalgelehrter
- Georg Albrecht Hamberger (1662–1716), Mathematiker und Physiker
- Nicolaus Haas (1665–1715), Theologe und Erbauungsschriftsteller
- Leonhard Christoph Sturm (1669–1719), Mathematiker und Architekt
- Johann Wilhelm Baier (1675–1729), Physiker, Theologe und Mathematiker
- Johann Daniel Gruber (1686–1748), Bibliothekar, Mitbegründer der Universität Göttingen
- Lorenz Andreas Hamberger (1690–1718), Rechtswissenschaftler
- Ludwig Philipp Thümmig (1697–1728), Philosoph und Professor